# 윤만제

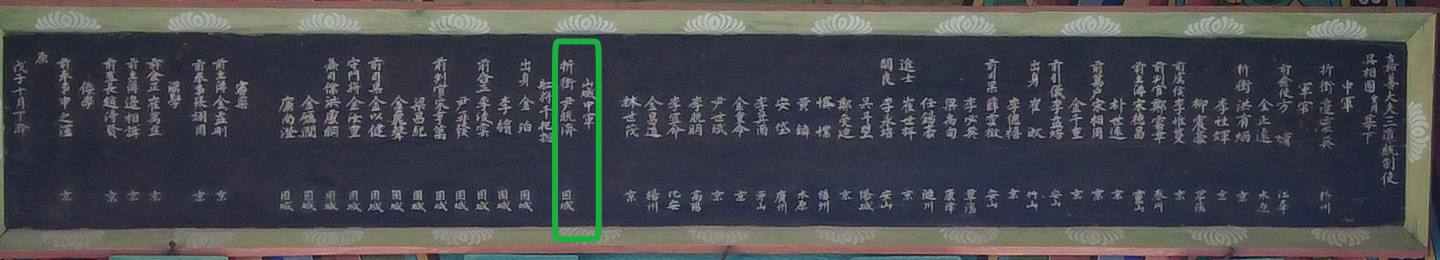

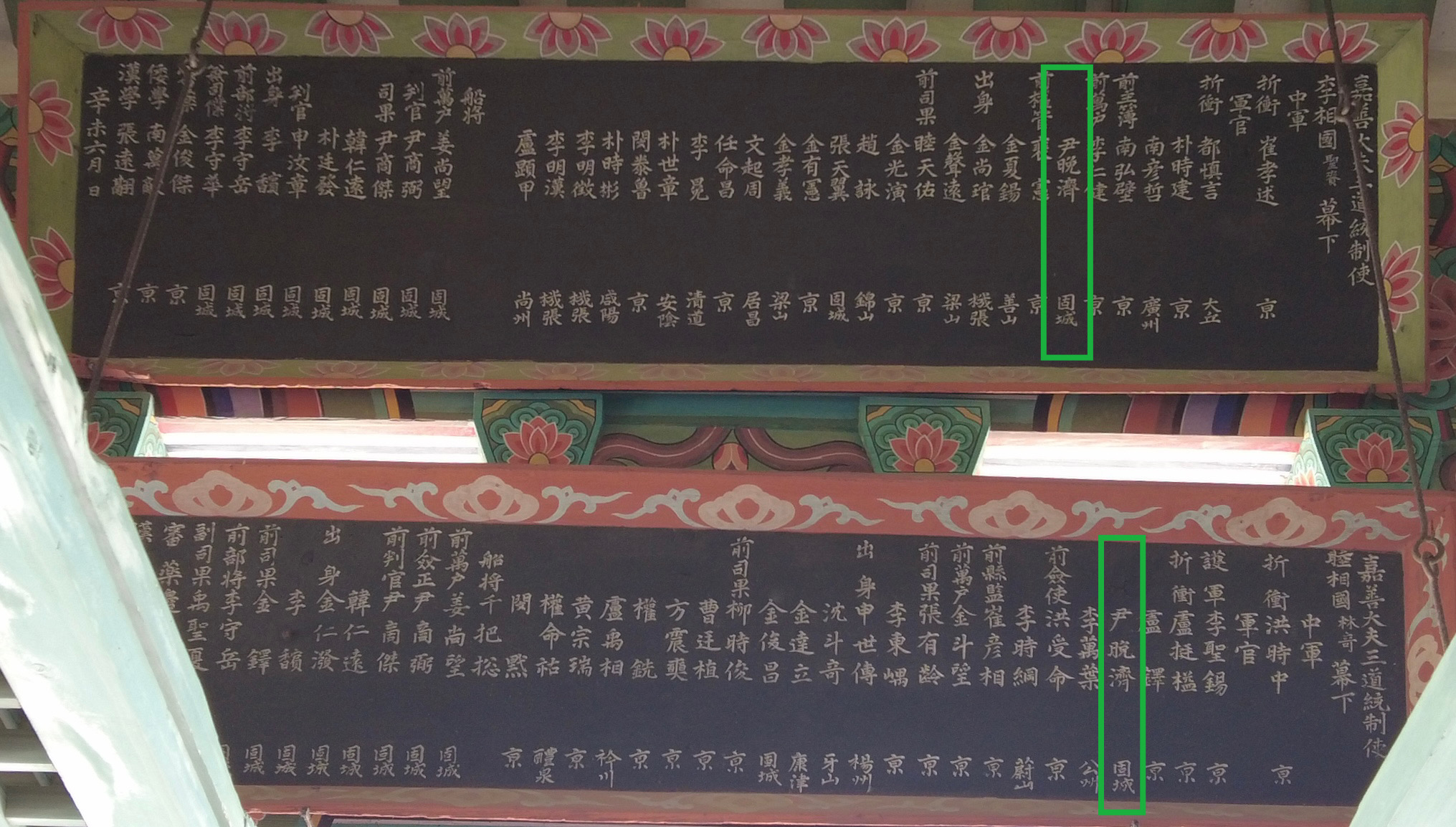

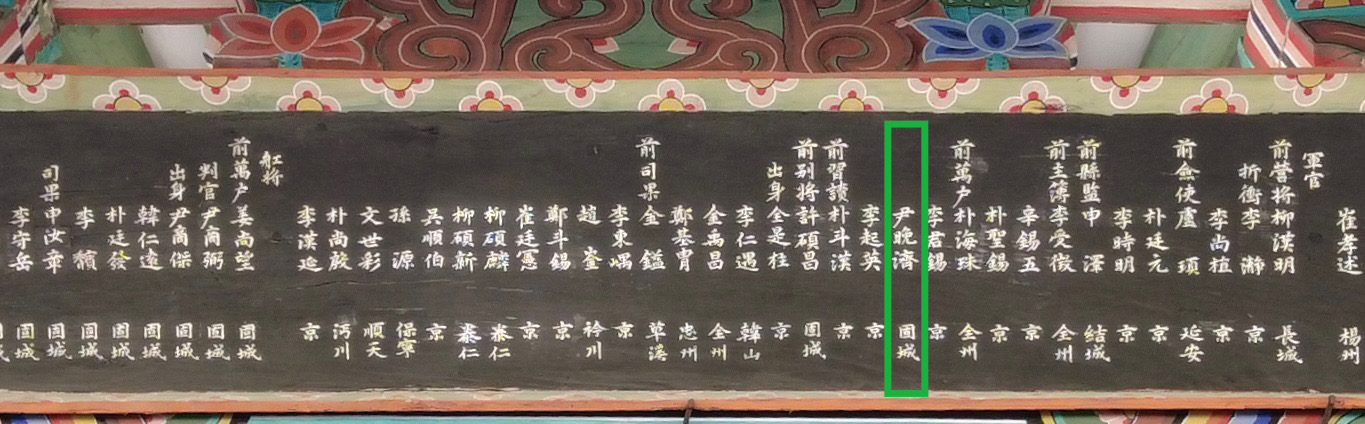

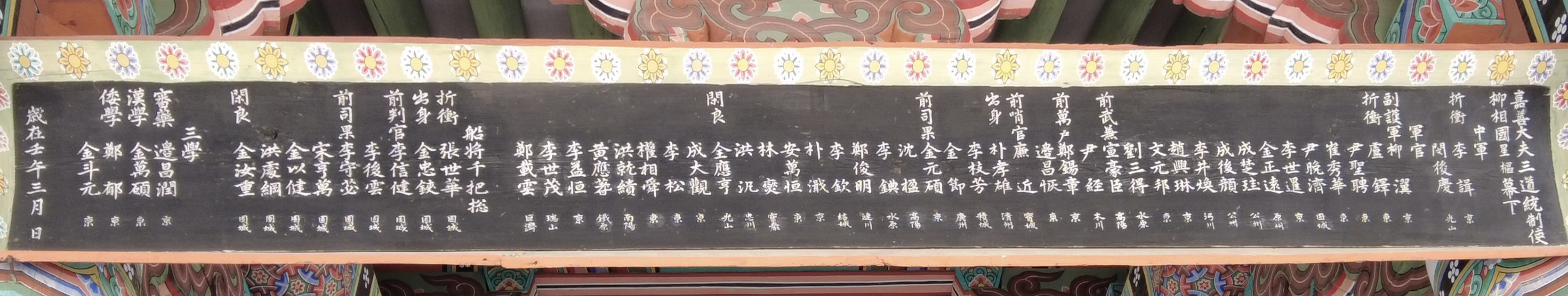

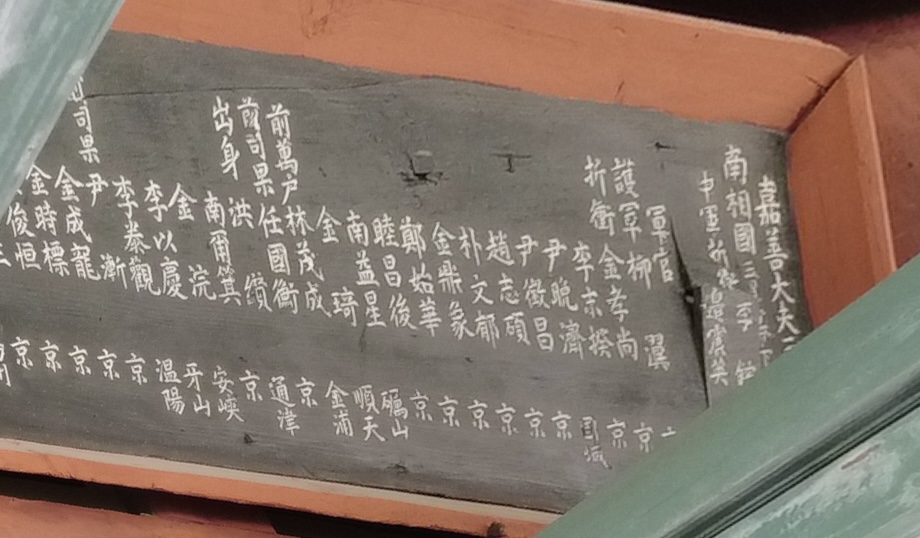

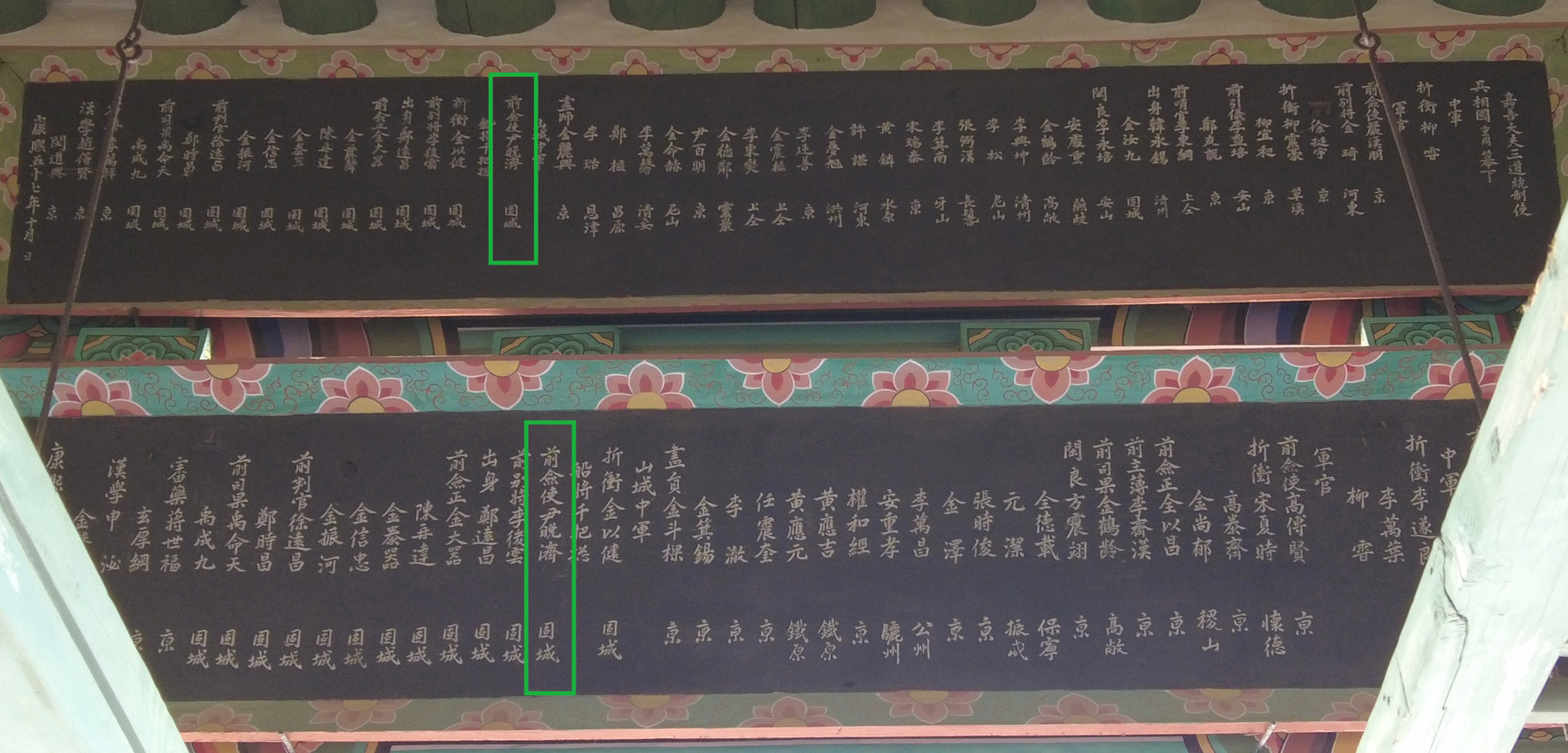

윤만제(尹晩濟, 1654년 1월8일 ~ 1719년 8월22일)는 자는 성보(成甫)이다. 조선중기 윤희손(尹喜孫)의 증손자이며, 조선후기 윤휴(尹鑴)의 조카이다. 1670년 부친 윤건(尹鍵, 1610년 11월 14일 ~ 1670년 4월 13일)이 돌아가시자 3년상을 지내면서 백호가(白湖家/윤휴의 집)에 머물렀다. 통영 수군 통제사 신기립(申起立)장군의 사위이며, 통영 세병관 43개의 현판 중 8개의 현판에 윤만제의 이름이 기록되어 있다.
통영장관(統營將官)으로 임기를 만료하고 강희15년(숙종2년, 1676년) 과의교위(果毅校尉) 겸사복(兼司僕/정5품 무관)으로 승천하였다. 강희16년(숙종3년, 1677년) 어매장군(禦梅將軍/정3품)을 강희18년(숙종5년, 1679년)  용양위(龍讓衛/좌위) 부사과(副司果/종6품)를 지내었다. 강희28년(숙종15년, 1689년) 어모장군(禦侮將軍) 훈련원 판관(訓鍊院 判官), 강희48년(숙종35년, 1709년) 절충장군(折衝將軍) 지세포진 수군첨절제사(知世浦鎭 水軍僉節制使)를 지내었다.